# Албрехт фон Цинцендорф
Албрехт (VII) фон Цинцендорф (на немски: Albrecht (VII.) von Zinzendorf; * 24 август 1618, Карлсбах, Долна Австрия; † 6 октомври 1683, Сопрон/Йоденбург или в Линц) е първият граф на Цинцендорф и Потендорф в Долна Австрия, също главен дворцов маршал и премиер-министър.

## Живот
Той е син на фрайхер Йохан Йоахим фон Цинцендорф-Потендорф (1570 – 1626) и съпругата му принцеса Мария Юта (Юдит) фон Лихтенщайн-Фелдсберг (1575 – 1621), дъщеря на Хартман II фон Лихтенщайн (1544 – 1585) и графиня Анна Мария фон Ортенбург (1547 – 1601).
Албрехт е главен ловен майстер на император Фердинанд III, след това главен дворцов майстер на императрицата вдовица Елеонора Магдалена Гонзага-Невер. През 1676 г. император Леополд I го прави главен дворцов маршал и премиер-министър.
На 16 ноември 1662 г. Албрехт и братовчедите му са издигнати на австрийски наследствен граф.
Албрехт фон Цинцендорф става през 1673 или 1675 г. (Nr. 488) рицар на Хабсбургския Орден на Златното руно.

## Фамилия
Албрехт фон Цинцендорф се жени на 6 февруари 1641 г. във Виена за Мария Барбара Кевенхюлер (* 1 юли 1624, Мадрид; † 5 декември 1696, Виена), дъщеря на граф Франц Кристоф фон Кевенхюлер (1588 – 1650), автор на „Annalen Ferdinandei“, и фрайин Барбара Тойфелин цу Гундерсдорф († 1634). Те имат няколко деца, между тях:
- Мария Сузана († 1704), омъжена за граф Лудвиг фон Колоредо (1631 – 1693), генерал-фелдцойгмайстер[3]
- Мария Йозефа († 1698), омъжена за княз Франц Антон фон Порция († 1698), императорски таен съветник
- Франц Карл (* 1647; † 6 октомври 1668, Париж)